# خالد هوتک
خالد هوتک (انگلیسی: Khalid Hotak) ووشوکار اهل افغانستان است.
وی در مسابقات کشوری و بین‌المللی در مجموع برندهٔ ۲ مدال برنز شده‌است.